# Phasianelle des Nicobar
Macropygia rufipennis
Espèce
Statut de conservation UICN

 LC  : Préoccupation mineure
La Phasianelle des Nicobar (Macropygia rufipennis) est une espèce de pigeon du genre Macropygia.

## Description
Cet oiseau mesure 39 à 40 cm pour une masse de 230 à 285 g.

## Répartition
Elle est endémique en Inde.

## Habitat
Elle est menacée par la perte de son habitat constitué de forêts secondaires, de forêts sempervirentes, de clairières et de jardins.